# Metro de columna de agua
El metro de columna de agua es una unidad de presión que equivale a la presión ejercida por una columna de agua pura de un metro de altura bajo la gravedad terrestre. Su símbolo es m.c.a. o mca, y su submúltiplo es el milímetro columna de agua o mm.c.a. 
Es una unidad del Sistema técnico de unidades, pero no del Sistema internacional de unidades, por lo que su uso está decayendo, aunque se utiliza todavía en hidráulica, agronomía, fontanería y calefacción. Las principales equivalencias con otras unidades de presión se muestran a continuación:
- 1 mca = 9 806,38 Pa
- 1 mca = 100 cm.c.a = 1 000 mm.c.a.
- 1 mca = 0,1 kgf/cm²
- 1 mca = 73,57 torr (mm.Hg)
- 1 mca = 1,422 PSI
- 1 mca = 1000 kgf/m²
- 1 atm = 10,33 mca
- 1 bar = 10,2 mca
- 1 torr = 0,0136 mca
- 1 kgf/cm² = 10 mca
- 1 PSI = 0,704 mca

La presión relativa en el fondo de una columna de agua de 1 m de altura es:
- P = 1000 (kg/m³) · 1 (m) · 9,80665 (m/s²) = 9 806,65 Pa

Como regla mnemotécnica, se considera que debajo del agua la presión aumenta una atmósfera por cada 10 m de profundidad.
La ventaja de utilizar esta unidad es que la presión puede calcularse fácilmente en las instalaciones hidráulicas, pues esta se medía directamente en metros de altura.